# Emiliano Astorga
Emiliano Eduardo Astorga Lobos (n. San Antonio, V Región de Valparaíso, Chile, 21 de septiembre de 1960) es un entrenador y exfutbolista chileno que jugaba de defensa. Actualmente dirige a Curicó Unido de la Primera B de Chile.

## Trayectoria

### Como jugador
Se inició en las filas del Club Norteamérica del Cerro Placilla de San Antonio y luego de jugar en selecciones amateur, debuta en el profesionalismo en 1978 por el club más importante de la ciudad, San Antonio Unido. Era catalogado como un defensa central aguerrido y de buen juego aéreo. En 1983 un equipo de Santiago puso los ojos en él, y es contratado por el club más antiguo de la capital, Magallanes.
En el campeonato nacional de 1983 y de 1984 compartió camarín con Julio Suazo, Eduardo Vilches, Adolfo Nef, Fernando Santis, entre otros, junto a ellos consiguió ganar la liguilla para la Copa Libertadores 1985. En el torneo 1985 juega por el recién ascendido Unión La Calera. En 1986 retorna a Magallanes, su último año en primera división, para partir la temporada siguiente a Rangers de Talca con el cual vuelve a descender. En 1988 parte a la región del Bio Bío a jugar por Deportes Naval.
A la temporada siguiente vuelve a su zona a jugar por Soinca Bata, club melipillano que militaba en la segunda división y que en el año 1992, pasa a ser Deportes Melipilla, equipo en el que permaneció hasta el año 1995 y con el cual logró ganar la liguilla de Promoción 1992. Ya en 1996, militó en Santiago Morning que en aquel entonces se encontraba en tercera división, ese año logró el título y se retiró.

### Como entrenador
Comenzó su carrera dirigiendo en el 2003 a San Antonio Unido de su ciudad natal para luego pasar a ser el ayudante de Juan Ubilla en Deportes Melipilla, cargo que mantendría después con Guillermo Páez hasta el 2005. Luego pasaría a las divisiones inferiores de Santiago Morning y luego a las de Deportes Melipilla donde daría el salto al primer equipo en el Clausura del 2009 de la Primera B tras el despido del holandés Jorrit Smink, donde obtendría una campaña destacable terminando en la cuarta posición pero descendería a la Tercera División por secretaría.
Luego de bajar con Deportes Melipilla, en noviembre de 2009 asumió como entrenador de Unión La Calera con el objetivo de formar un buen plantel de cara al siguiente año, y no pasar por los graves problemas futbolísticos que tuvo el equipo aquel año. Desarrolló una espectacular campaña en el 2010, logrando el ascenso del club al terminar segundo en la tabla final, detrás de Municipal Iquique. El equipo retornó a primera división luego de 25 años. Con el club calerano cumplió una histórica campaña en el Torneo Apertura 2011, llegando a las semifinales del campeonato. En la fase regular consiguió 25 puntos en 17 partidos. En la etapa de Play-offs eliminó a Unión Española, pero terminó eliminado por la Universidad Católica. El 8 de junio de 2012 presentó su renuncia al club calerano luego de clasificar tres veces consecutivas a la segunda fase del torneo nacional.
Tras su renuncia partió a Palestino, donde nuevamente mantendría notables campañas, llegando a ser elegido el 2012 el mejor técnico del país por la Revista El Gráfico. En el club árabe se quedaría por dos años, siendo su mayor logro la final de la liguilla a la Copa Sudamericana 2014 donde caería frente a Cobresal, luego de esto, no renueva su contrato partiendo al Santiago Wanderers de Valparaíso.
Durante su primer semestre dirigiendo a Santiago Wanderers en el Torneo Apertura 2014-2015 el club logra un inédito subcampeonato. Además el equipo clasifica a la liguilla pre-libertadores, en la cual el ganador se clasifica a la Copa Libertadores 2015 y el subcampeón a la Copa Sudamericana 2015. En la primera ronda Wanderers derrota a Unión Española y se clasifica a la final la que pierde frente a Palestino por un marcador global de 9-2. Pese a la derrota clasifican a la Copa Sudamericana 2015.
En el Torneo Clausura 2014-2015 el club finalizaría 17°, penúltimo en la tabla de posiciones con 17 puntos obtenidos en 17 partidos. Pese a esto la directiva de Santiago Wanderers ratifica la continuidad de Astorga de cara al próximo semestre en donde jugarían la Copa Sudamericana.
El equipo no levantaría mucho su rendimiento el siguiente semestre; quedó eliminado en primera fase de la Copa Sudamericana y finalizó octavo en la clasificación del Torneo Apertura 2015-2016. El 18 de diciembre de 2015 firmó su finiquito con Wanderers.
El 31 de enero de 2016 llega a un acuerdo con San Marcos de Arica para ser su nuevo director técnico. Fue contratado con el objetivo de mantener al equipo del norte de Chile en la Primera División. No pudo lograr la permanencia y descendió en la última fecha tras caer ante Palestino y pese a igualar en puntaje y en diferencia de goles con San Luis el descenso se determinó por goles a favor, en donde la carencia ofensiva del equipo le pasó la cuenta, pues sólo marcaron 10 goles en el campeonato. Lo más rescatable de ese semestre fue la victoria por 3-2 sobre la Universidad Católica, equipo que finalmente salió campeón del torneo. Luego de su paso por San Marcos de Arica en 2017 emigra a Cobresal teniendo uno de los peores arranques y campañas de la historia de la institución, despidiéndolo después de 9 partidos. Posteriormente emigra a la región del ñuble para dirigir a Ñublense.
El 12 de agosto de 2019 regresa a Rangers, esta vez como entrenador, para hacerse cargo del primer equipo. El objetivo principal que le plantearon desde la dirigencia rojinegra fue el de la permanencia del club en la B, luego de un pésimo campeonato y con un equipo lleno de lesiones. Astorga lograría el objetivo de permanecer en Primera B, en un campeonato que sería interrumpido por el Estallido Social. A final de temporada no renovaría.  Entre 2020 y 2021 dirige a Deportes Copiapó, y en 2021 tiene un segundo paso por Santiago Wanderers.
Luego pasaría en 2022 a Cobreloa, donde el objetivo principal era subir a primera división, que no lograrian tras perder con Deportes Copiapó por 5-0 en Calama. Ya para el siguiente año Astorga se mantendria en el club loino esta vez logrando ser campeones del torneo y subiendo a primera división a Cobreloa luego de 8 años y el cual sigue en el club hasta 2025.

## Selección nacional
Fue seleccionado de la Selección de fútbol de Chile en el Torneo Preolímpico Sudamericano Sub-23 de 1984, donde obtendría el segundo lugar del torneo, lo cual le valdría un cupo a los Juegos Olímpicos de 1984 en Los Ángeles, pero no sería convocado para esta competición.

## Clubes

### Como jugador
| Club                | País  | Año       |
| ------------------- | ----- | --------- |
| San Antonio Unido   | Chile | 1978-1982 |
| Magallanes          | Chile | 1983-1984 |
| Unión La Calera     | Chile | 1985      |
| Magallanes          | Chile | 1986      |
| Rangers             | Chile | 1987      |
| Naval de Talcahuano | Chile | 1988      |
| Soinca Bata         | Chile | 1989-1991 |
| Deportes Melipilla  | Chile | 1992-1995 |
| Santiago Morning    | Chile | 1996      |

### Como entrenador
| Club                | País  | Año       | PJ  | PG  | PE  | PP  | Efectividad |
| ------------------- | ----- | --------- | --- | --- | --- | --- | ----------- |
| San Antonio Unido   | Chile | 2003      | 36  | 15  | 12  | 9   | 52.78%      |
| Deportes Melipilla  | Chile | 2009      | 19  | 8   | 4   | 7   | 49.13%      |
| Unión La Calera     | Chile | 2010-2012 | 109 | 46  | 33  | 30  | 52.29%      |
| Palestino           | Chile | 2012-2014 | 92  | 38  | 20  | 34  | 48.55%      |
| Santiago Wanderers  | Chile | 2014-2015 | 68  | 29  | 17  | 22  | 50.98%      |
| San Marcos de Arica | Chile | 2016      | 28  | 11  | 9   | 8   | 50%         |
| Cobresal            | Chile | 2017      | 9   | 1   | 1   | 7   | 14.81%      |
| Ñublense            | Chile | 2017-2018 | 41  | 13  | 11  | 17  | 40.65%      |
| Rangers             | Chile | 2019      | 9   | 2   | 4   | 3   | 37.03%      |
| Deportes Copiapó    | Chile | 2020-2021 | 21  | 8   | 7   | 6   | 49.21%      |
| Santiago Wanderers  | Chile | 2021      | 19  | 5   | 3   | 11  | 31.58%      |
| Cobreloa            | Chile | 2022-2024 | 89  | 47  | 21  | 21  | 60.68%      |
| Rangers             | Chile | 2024      | 24  | 10  | 9   | 5   | 54.17%      |
| Curicó Unido        | Chile | 2025-Act. | 6   | 0   | 3   | 3   | 16.67%      |
| Total               | Total | Total     | 570 | 233 | 154 | 183 | 49.89%      |

## Palmarés

### Como jugador
Campeonatos nacionales
| Título           | Club             | País  | Año  |
| ---------------- | ---------------- | ----- | ---- |
| Tercera División | Santiago Morning | Chile | 1996 |

### Como entrenador

#### Campeonatos nacionales
| Título    | Club     | País  | Año  |
| --------- | -------- | ----- | ---- |
| Primera B | Cobreloa | Chile | 2023 |

Distinciones individuales
| Distinción                                         | Año  |
| -------------------------------------------------- | ---- |
| Mejor Técnico del año por Revista El Gráfico Chile | 2012 |